# Ameivula abalosi
Ameivula abalosi — вид ящірок родини теїдових (Teiidae). Мешкає в Південній Америці. Описаний у 2012 році.

## Поширення і екологія
Ameivula abalosi мешкають на заході Парагваю та на північному заході Аргентини (на південь до Ла-Ріохи). Вони живуть в саванах і рідколіссях Гран-Чако.